# 安田真範
安田 真範（やすだ まさのり、1975年9月17日 - ）は、日本の社会人野球選手（捕手、指名打者）である。現役時代は東芝に所属していた。

## 人物・経歴
常盤松中で工藤友也とバッテリーを組んだ。二松學舍附属沼南高校に進むと飯塚智広が同級生にいて、高校2年次の夏に県大会で準優勝する。亜大 では4年春に好リードで東都リーグ優勝に貢献し、全日本大学選手権では準優勝している。同年の日米大学野球代表に飯塚らとともに選ばれ、秋季リーグ戦では初のベストナインを受賞した。1部リーグ通算25試合出場、75打数20安打、打率.267、2本塁打、8打点。
大学卒業後は平馬淳らと東芝府中に入社。1年目の1998年からリード面などを評価されてスタメンで起用され、都市対抗では新日鐵名古屋との1回戦で2ランホームランを放っている。1999年はアジア野球選手権代表候補に選ばれて中日のキャンプに参加した。同年のJABA東京スポニチ大会ではチームの準優勝に貢献して敢闘賞を受賞し、野球部の統合に伴って同年途中から本社野球部に転籍。
2000年は三菱ふそう川崎の補強選手として都市対抗に出場し、初スタメンとなった住金鹿島との準決勝で2打席連続本塁打を記録し、決勝でも先制タイムリーを放って優勝に貢献した。同年の日本選手権では初戦で本塁打を打ち、チームは準優勝して自身も優秀選手に選ばれている。
2002年には本社野球部に移籍後初めて正捕手となり、プロアマ混成の釜山アジア大会で日本代表の主将を務めた。同年の日本選手権では銭場一浩と香月良太をリードしてベスト4に進出し、2年連続で優秀選手賞を受賞。アジア大会と日本選手権の活躍が評価され、同年は初の社会人ベストナインに選出されている。2003年はJABA東京スポニチ大会で優勝し、MVPを獲得した。チームにとって4年ぶりとなった都市対抗では自身の落球が決勝点となって初戦でサヨナラ負けしている。
2004年は都市対抗で準優勝し、自身も優秀選手賞を受賞した。年末に結婚式を挙げ、秋頃から起用の増加した指名打者として2度目の社会人ベストナインに選ばれている。2005年は勝負強い打撃を活かすために指名打者での出場が中心になり、同年の都市対抗では予選で5本、本大会でも1本の本塁打を記録した。
2007年は希望していた捕手への復帰が認められ、都市対抗予選で2年ぶりにマスクをかぶっている。磯村秀人ら投手陣をうまくリードして都市対抗本大会優勝の原動力となった。翌2008年は自チームでの都市対抗野球出場は逃したものの、日産自動車の補強選手に指名された。しかし補強選手としてのプレー中に負傷、以降は試合出場機会がないまま同年限りで引退している。

## プレースタイル・人物
身長170cmながら体重85kgの屈強な体型で、長打力と勝負強さを兼ね備えていた。打つ瞬間に叫び声を上げる事もあったという。飾り気のない性格で、愛称はゴリだった。

## 日本代表キャリア
- 四カ国・地域国際大会（1999年）
- アジア大会（2002年）

日本代表チームの主将を務めた。
- ワールドカップ（2003年）
- アジア選手権（2005年）
- ワールドカップ（2005年）

## 主な表彰
- 第54回JABA東京スポニチ大会 敢闘賞（1999年）
- 社会人ベストナイン（2002年：捕手、2004年：指名打者）
- 第58回JABA東京スポニチ大会最優秀選手賞 （2003年）
- 都市対抗野球大会10年連続出場表彰（2007年）